# Randy Matson
James Randel Matson, detto Randy (Kilgore, 5 marzo 1945), è un ex pesista statunitense, campione olimpico nel 1968.

## Biografia
Campione olimpico a Città del Messico 1968 e argento olimpico a Tokyo 1964, nel 1972 non riuscì a partecipare alla sua terza olimpiade a causa del quarto posto ai Trials statunitensi.
In carriera riuscì a migliorare due volte il record mondiale nel getto del peso portandolo prima a 21,52 metri e poi a 21,78 metri.
Rimase primatista mondiale per quasi 8 anni, dall'8 maggio 1965 al 5 maggio 1973, quando Al Feuerbach portò il record mondiale a 21,82 metri.

### Doping
Il 7 giugno 1972, sulle pagine del St. Petersburg Times, ammise l'uso di steroidi anabolizzanti durante la carriera.

## Palmarès
| Anno | Manifestazione      | Sede              | Evento         | Risultato | Misura  | Note                     |
| ---- | ------------------- | ----------------- | -------------- | --------- | ------- | ------------------------ |
| 1964 | Olimpiadi           | Tokyo             | Getto del peso | Argento   | 20,20 m |                          |
| 1965 | Universiadi         | Budapest          | Getto del peso | Oro       | 20,31 m | Record delle Universiadi |
| 1967 | Giochi panamericani | Winnipeg          | Getto del peso | Oro       | 19,83 m | Record dei Giochi        |
| 1968 | Olimpiadi           | Città del Messico | Getto del peso | Oro       | 20,54 m | Record olimpico          |